# Adam Tuchliński
Adam Tuchliński (ur. 1980 w Białymstoku) – polski fotograf portretowy, dokumentalista, fotoreporter, członek ZPAF.

## Życiorys
Fotografią profesjonalnie zajmuje się od 1999. Ukończył studia w Instytucie Twórczej Fotografii na Uniwersytecie Śląskim w Opawie. Do jego głównych zainteresowań należy dokumentowanie życia ludzi zamieszkujących Europę Środkową i Wschodnią. Jest autorem reportaży z terenu m.in. Polski, Białorusi, Ukrainy i Litwy. Jest właścicielem przedsiębiorstwa Vitro Images. Współpracuje z takimi czasopismami jak Playboy, Forbes i Newsweek. Był laureatem konkursów: Grand Press Photo (2010 i 2013), BZ WBK Press Photo (2010) oraz Narew – ludzie, przyroda, kultura (2010). Począwszy od 2004 jego zdjęcia pokazywano na czterech wystawach indywidualnych i kilkunastu zbiorowych. Portretował m.in. takie osoby jak Lee Child, Zbigniew Jakubas, Karolina Gruszka, Jakub Gierszał, Radosław Sikorski, Paweł Sołtys i Łukasz Fabiański.